# Show TV
Show TV est une chaîne de télévision turque créée le 1er mars 1991 par Mehmet Emin Karamehmet.

## Présentation
Show TV est la seconde chaîne de télévision privée en termes de date et première en termes d'audience. Grâce à une programmation riche et variée, la chaîne conserve son statut de leader, au bout de 16 ans de diffusion.
Parmi les émissions de la chaîne, celle qui a le plus marqué les esprits est sans aucun doute la série Kurtlar Vadisi qui, contrairement aux autres séries turques, a reçu des vedettes américaines en guest star telle que Sharon Stone, ainsi que ses talks-shows et ses émissions de télé-réalité (elle fut la première chaîne à diffuser ce genre de programme, le premier étant Biri Bizi Gözetliyor (Big Brother) qui connut un énorme succès ).
Show TV reprit le flambeau de TRT 1 et diffusa des séries américaines tels que SMASH, Les Années coup de cœur, Les Dessous de Palm Beach, Friends, Premiers Baisers & Les Simpson.

## Historique
La chaîne voit le jour le 1er mars 1991 et commence sa diffusion depuis la France avec en parallèle, Show Radyo. Quelques mois plus tard, elle est diffusée en clair sur Türksat 1C, principal diffuseur de chaîne turc à destination de la Turquie et de l'Europe (ainsi que le moyen-orient et l'Afrique).
Après avoir diffusé des clips pendant plusieurs mois, la chaîne démarre réellement ses programmes quelques semaines plus tard et diffuse son premier journal télévisé en novembre de la même année. Les séries américaines côtoient alors les séries turques, moins présentes.
Elle diffuse seulement de 06h à 01h et diffuse son télétexte la nuit.
Finalement, les séries américaines sont arrêtées au profit des séries turques qui vont réellement prendre leur envol et devenir de véritables sagas, battant des records d'audiences à chaque épisode. Parmi ces séries, nous pouvons noter Deli Yürek.
La chaîne marque par son côté simplet, son habillage, signé Étienne Robial, étant en noir et blanc, le O de SHOW servant d'élément principal mais aussi par ses génériques puissants et fermes.
Elle commence en 1999 à adapter les séries américaines en turc et diffuse Dadi, la réplique exacte d'Une nounou d'enfer et Tatli Hayat, inspirée des Jeffersons.
C'est en 2002 que la chaîne voit son habillage changer lors du journal télévisé, présenté par Defne Samiyeli, nouvellement recrutée de Kanal D, et prend alors un nouveau slogan: Yeni bir Show bu Show, essas Show bu Show, Show bu Show, bu Show (Ce Show, c'est un nouveau Show, ce Show, c'est le réel Show, ce Show, c'est ce Show), lancé en grande pompe par les animateurs et acteurs de la chaîne, mais aussi par des stars hollywoodiennes qui se sont prêtées au jeu de prononcer le slogan en turc. La chaîne voit donc son logo gris et jaune remplacé par une fleur colorée, le O de show servant cette fois comme centre de la fleur où les pétales viennent s'accrocher. L'habillage est plus chaleureux, plus traditionnel et en même temps, plus novateur. La chaîne diffuse alors 24h/24h.
En 2003, la chaîne commence la diffusion de ce qui allait devenir un véritable phénomène dans le pays, Kurtlar Vadisi. La série raconte les aventures d'un militaire travaillant pour les services secrets turcs qui, après plusieurs mois d'instruction et une grosse opération esthétique, prend le nom de Polat Alemdar et s'infiltre dans la mafia turque et tente de la détruire. Au cours des épisodes, il finira par remplacer le Baron, chef suprême de la mafia turque, et deviendra à son tour chef de la mafia. La série met en parallèle sa tentative de pouvoir reconquérir son aimée, Elif, perdue lorsqu'il changea de nom et d'apparence, qui ne veut pas trahir son ancien amant, le croyant mort.
En 2004, alors seule chaîne encore diffusée en analogique, elle commence à être émise en clair et en numérique sur le même satellite, Türksat 1C. Elle cesse alors sa diffusion originale quelques mois plus tard.
En 2005, la chaîne perd son programme phare, Kurtlar Vadisi, rachetée par Kanal D et doit se résigner à diffuser d'autres séries mais ayant moins de succès. Elle regagne la série après un an mais la reperd en 2009.
C'est en 2007 que le succès revient avec l'adaptation turque de Grey's Anatomy, appelée Doktorlar (les docteurs).
En 2008, toujours à la recherche d'un journaliste vedette, montrant la qualité de la chaîne, Show TV recrute Ali Kirca qui présentait le journal de ATV depuis sa création. Le succès est là et le journaliste devient alors le nouvel emblème de la chaîne.
Actuellement, les talks-shows et émissions de divertissement (Amrial Batti, Illede Roman Olsun, Varmisin, Yokmusun, etc.) de la chaîne sont mis en avant et reçoivent un accueil chaleureux de la part du public.

## Identité visuelle

### Logos

Logo de Show TV du 1er mars 1991 au 1er octobre 2002
Logo de Show TV depuis le 1er octobre 2002

## Diffusion
Show TV est diffusée sur Türksat 4A ainsi que sur les bouquets Digiturk et D-Smart. Il existe une version Europe de la chaîne appelée Show Turk, diffusée également et reprise sur la plupart des bouquets allemands tels que Premiere ou Kabelkiosk. En France, Show Turk est disponibles chez Freebox TV sur le Canal 601, SFR sur le Canal 823 et Bouygues Télécom sur le Canal 695 dans l'option Turc,
La chaîne est diffusée gratuitement sur son site internet.

## Capital
La chaîne est détenue par Çukurova Holding.